# Klubski maraton
Klubski maraton je akcija Radia Študent, ki je bila prvič organizirana leta 2001. Glavni namen maratona je omogočiti prodor še neuveljavljenim oz. manj uveljavljenim alternativnim glasbenim skupinam (redkeje tudi soloizvajalcem) in s tem spodbujati domačo alternativno glasbeno produkcijo. Vsako leto je na podlagi natečaja izbranih 6 izvajalcev (kako leto tudi kak več), ki so jim s tem omogočeni živi koncerti na Radiu Študent in snemanje v njihovem studiu, turneja po mladinskih klubih in centrih po Sloveniji, nastop na zaključni prireditvi maratona, zadnja leta pa tudi uvrstitev na kompilacijo.

### Udeleženci po letih
| 2001 | 2002 | 2003                                                                                               | 2004 | 2005 |
| --- | --- | -------------------------------------------------------------------------------------------------- | --- | --- |
| - Moveknowledgement - Wreck - Drugi disko - Sun Ate Mars - Sist En 343 - Kraški solisti                                         | - Melodrom - Cancel - Ruins Matador - Valterap & DJ Ninja - Kramfid - Gdo? - Deca debilane - Tenacious Zhgantsi | - Manul - Dani Kavaš - Corkscrew - Samo Boris & DJ D-ze - Disdrug This Fuck - Küpperbusch Jr       | - Kleemar - Sphericube - Salamandra salamandra - Thunderbabies - Muškat Hamburg - Elodea                 | - Intimn frizurn - Štefan Kovač Marko banda - The Lift - DJ Poll-a-rock - Mazoo - Šundrdisko                      |
| 2006 | 2007 | 2008                                                                                               | 2009 | 2010 |
| - We Can't Sleep at Night - The Real Thing - Massage - Hexenbrutal - Bržjast - Čikinšit                                         | - Coma Stereo - Carnaval - Chernibog - Diego - Tavžntroža - Y                                                   | - Mána - Amper-o-mat - Nikki Louder - Grimmski - Dance Mamblita - Dubzilla                         | - New Wave Syria - Barely Modern - Radical Improvisation Duet - Flyspoon - Loudspeaker Alliance - Zircus | - Errorist - God Damn It - Boys! - It's Everyone Else - Sportbilly krši embargo - Spock Studios - Stojan Knežević |
| 2011 | 2012 | 2013                                                                                               | 2014 | 2015 |
| - Joko Ono - Dabazadžaba - Walter Flego - The Hoax Program - Ludovik Material - Karmakoma                                       | - Čao Portorož - Foe Spre Glass Om - The Kojn - Trus! - Rok Zalokar Trio - Timo Chinala                         | - Bipolar Disorder - Koromač - Ontervjabbit - Christian Kroupa - Reverend Haze - Menendes Brothers | - Koala Voice - Akami - 12 - HillbillyWithAChainsaw - Skeletonium - Your Gay Thoughts                    | - MeduzaleM - Muzikačaka - Haiku Garden - persons from porlock - nevemnevem - HAY                                 |
| 2016 | 2017 | 2018                                                                                               | 2019 (37 prijav)                                                                                         | 2020 (87 prijav)                                                                                                  |
| - Blue Town's Radio - Gašper Torkar - NeoPogo - Memowu - Miha Peterlič - Noč                                                    | - 7AM - Bine - Lynch - Nesesari Kakalulu - SsmKOSK - Styröfoam                                                  | - Apory Museum - balans - Baltazar - China Traffic - Maskardh - Samuel Blues                       | - Parliament Attack - TiTiTi - Bring on the Vanguards - Lovekovski - Pantaloons - GLOG                   | - Klinci - Billy Clubs - Kavasutra - ɜ:rma - LELEE - Spiral Mind                                                  |
| 2021 (50+ prijav) | 2022 | 2023                                                                                               | 2024 | 2025 |
| - birds of unknown - Cogito ergo Sex - Long Dumb Voices - Matthias von Stumberger und seine Jugend - Opran možgan - project xm1 | - BibliBan - Decair - Kiki - LSDS - Masaž - Primal Alchemy                                                      | - Moving as a Giant - Jolted - Tachyon - Majkun - Time Keeper - Bregove dere                       | - mala roza muca - Nikola Kokotović - Sake - Samokres - Defy - Vraževerje                                | - cottage - Falesia - Gregorov - Januery - lars from norway - MRK                                                 |